# Hans Dieter Meyer
Hans Dieter Meyer (* 31. Oktober 1936 in Lüneburg; † 3. Dezember 2015 in Kaltenkirchen) war ein deutscher Jurist und Versicherungsfachmann.

## Leben
In seiner Heimatstadt war Meyer einige Jahre Inhaber einer Generalvertretung eines großen deutschen Versicherers, die er von seinem Vater geerbt hatte. Er war Mitglied mehrerer Kommissionen und übte diverse Funktionen in Vertretervereinigungen aus. Parallel hierzu studierte er Rechtswissenschaft und absolvierte das 1. Staatsexamen. 
Mitte der 1970er Jahre verkaufte er die Generalagentur und brach mit der deutschen Versicherungswirtschaft, weil er meinte, sich mit deren Strukturen nicht mehr identifizieren zu können. Er lebte mehrere Jahre in den Vereinigten Staaten, wo er das Büchlein Insurance and Regulation – Services an Competition veröffentlichte. Dies verhalf ihm zu einiger Popularität, worauf er längere Zeit als Director of International Research für die National Insurance Consumer Organization tätig war, einer von dem Verbraucheranwalt Ralph Nader gegründeten Verbraucherschutzeinrichtung. 1980 ging er nach Hamburg zurück und erhielt eine Zulassung als Versicherungsberater. 1982 veröffentlichte er im Eigenverlag den Ratgeber Versicherung, ein Werk, das sich erstmals mit den Problemen der Versicherung aus Sicht der Versicherungsnehmer beschäftigte und den Lesern Handlungsempfehlungen gab. Wegen des großen Erfolges des Ratgeber Versicherung folgten bald die dann vom Heyne-Verlag herausgegebenen Werke Ratgeber Lebensversicherung, Ratgeber Krankenversicherung und Versicherungsratgeber für Geschäft und Beruf. Mit den Erlösen aus diesen Aktivitäten gründete er 1982 den Bund der Versicherten, der einerseits als Beratungsorganisation für Verbraucher in Versicherungsfragen und andererseits als Gegengewicht zu den Lobbyorganisationen der Versicherungswirtschaft agieren sollte. Wegen dieses damals ungewöhnlich mutigen Unterfangens sprach eine aus sieben Journalisten bestehende Jury dem BdV 1982 den Verbraucherpreis 1982 zu. Kurz darauf machte der BdV Schlagzeilen, weil er die kapitalbildende Versicherung als „legalen Betrug“ bezeichnete. Ein Versuch der Versicherungswirtschaft, dies zu unterbinden, scheiterte: Das Landgericht Hamburg erlaubte die genannte Bezeichnung als Ausdruck der freien Meinungsäußerung. 
Hans Dieter Meyer stand oft in der Kritik seitens der Versicherungswirtschaft. Obwohl er mit seinen Aktivitäten einige Gesetzesinitiativen und Grundsatzurteile veranlasst hat, wurden seine Positionen vom Gesetzgeber bzw. den Gerichten nicht vollständig übernommen, sondern von ihm oft abgelehnte Kompromisse gefunden.
Dennoch gelang es Meyer und dem BdV, durch zahlreiche und zunehmend erfolgreicher werdende Musterprozesse und Verbandsklagen an Popularität zu gewinnen. Der Verein gründete einen Wissenschaftlichen Beirat, der jährliche Wissenschaftstagungen organisierte. Er schloss mit einigen ausgewählten Versicherungsgesellschaften Gruppen- und Rahmenversicherungsverträge ab, dies zu damals ungewöhnlich guten Konditionen. Hierdurch sollte einerseits den zwischenzeitlich etwa 25.000 Mitgliedern des BdV zu besserem Versicherungsschutz verholfen und andererseits demonstriert werden, dass bessere Versicherungsbedingungen und niedrigere Prämien durchaus machbar sind. Diese Gruppen- und Rahmenversicherungsverträge stellten sich dem Wettbewerb dadurch, dass die BdV-Mitglieder zweimal pro Jahr (zur Jahresmitte und zum Jahresende) aus ihnen ausscheiden konnten, um den Versicherungsschutz zu beenden oder sich den weiterhin gewünschten Versicherungsschutz anderswo zu beschaffen. Derart kurze Bindungsfristen hatte die Versicherungswirtschaft damals für unmöglich gehalten und die einmal geworbenen Versicherungsnehmer regelmäßig über mindestens 10 Jahre an ihren Verträgen festgehalten. Der mit den Gruppen- und Rahmenversicherungen des BdV geführte Machbarkeitsbeweis und begleitende politische Aktivitäten sorgten recht bald dafür, dass die „10-Jahres-Verträge“ abgeschafft wurden und so ein Mindestmaß an Wettbewerb auch in das Geschäft der Versicherungen einkehrte.  
Im September 2002 wurde Hans Dieter Meyer wegen jahrelangen sexuellen Missbrauchs der minderjährigen Tochter einer Lebensgefährtin zu fünf Jahren Gefängnis verurteilt. Nach 3½ Jahren wurde er aus der Haft entlassen. 
Nach der Haftentlassung gelang es Meyer nicht mehr, beruflich Fuß zu fassen.
Hans Dieter Meyer ist im Dezember 2015 im Alter von 79 Jahren in Kaltenkirchen gestorben.